# أبوذر (مشيز بردسير)
أبوذر (بالفارسية: ده ابوذر) هي قرية تقع في إيران في البلدة المركزية. يقدر عدد سكانها بـ 44 نسمة .